# Escut de Sentmenat
L'escut oficial de Sentmenat té el següent blasonament:
Escut caironat: de gules, 3 bitlletes d'argent carregades d'un mig vol abaixat d'atzur. Per timbre, una corona de marquès.

## Història
Va ser aprovat el 7 d'abril de 1989 i publicat al DOGC el 28 del mateix mes amb el número 1137. Es va publicar una correcció d'errada al DOGC número 1194 el 15 de setembre del mateix any.
Són les armories dels Sentmenat, senyors del castell de la població (originari del segle XII), barons i, des de 1691, marquesos de Sentmenat (tal com proclama la corona de l'escut).